# 五氧化二碘
五氧化二碘是一种无机化合物，化学式为I2O5。这种碘的氧化物是碘酸的酸酐。五氧化二碘是碘唯一稳定的氧化物。它的制备方法是碘单质与发烟硝酸反应得到碘酸：
{\displaystyle \mathrm {3\ I_{2}+10\ HNO_{3}\longrightarrow 6\ HIO_{3}+10\ NO+2\ H_{2}O} }
然后在干燥气流中使碘酸在200°C下脱水：
{\displaystyle \mathrm {2\ HIO_{3}\longrightarrow \ I_{2}O_{5}+H_{2}O} }
但温度不能过高，如果超过300°C则会分解为碘和氧气。

## 结构
I2O5中I-O-I键角为139.2°，但这种分子没有镜面对称元素，因此它的分子对称性不是C2v。两端的I-O键键长约为1.80 Å而桥连的I-O键键长约为1.95 Å。

## 反应
五氧化二碘在常温下很容易将一氧化碳氧化成二氧化碳，它也能氧化乙烯、一氧化氮、硫化氢等：
5CO + I2O5 → I2 + 5CO2
这个反应可用于分析气体样品中的一氧化碳浓度。
I2O5与SO3和S2O6F2反应得到碘酰基离子[IO2+]，与浓硫酸反应生成亚碘酰盐[IO+]。
卤素氟化物如三氟化氯、三氟化溴可将五氧化二碘氟化成五氟化碘，然后再与I2O5得到IOF3。